# Leptocera sexsetosa
Leptocera sexsetosa är en tvåvingeart som beskrevs av Papp 1982. Leptocera sexsetosa ingår i släktet Leptocera och familjen hoppflugor. Inga underarter finns listade i Catalogue of Life.